# Morgan Stanley
Morgan Stanley es una multinacional financiera estadounidense que desarrolla su actividad como banco de inversión y agente de bolsa. Su sede central está en Nueva York. Se encuentra dentro las 500 empresas más relevantes de los Estados Unidos, según Forbes.

## Historia
La empresa fue fundada en Nueva York el 5 de septiembre de 1935 por Henry S. Morgan y Harold Stanley como consecuencia del cambio de Ley Glass-Steagall, una legislación estadounidense para evitar las situaciones que dieron lugar a la quiebra de los mercados durante la Gran depresión de 1929. Se incorporó a la Bolsa de Nueva York en 1941. Acaparó con rapidez una amplia cuota de mercado en el sector. Amplió sus servicios con una división encargada de las fusiones y adquisiciones de empresas en 1971. En la década de 1980 abrió oficinas en el exterior: Sídney, Melbourne, Hong Kong, Fráncfort del Meno, Milán y Luxemburgo. En los años 90 se extendió por Singapur, Taipéi, Seúl, Shanghái, Pekín, Bombay, París, Génova, Madrid, Moscú, Johannesburgo, México, D. F. y São Paulo.
A finales de enero de 2008, la entidad española La Caixa compra parte del negocio de banca privada de Morgan Stanley en España por un importe que ronda los 600 000 000 €.
En 2017 reportaba ingresos por US$37 945 000 000, con un beneficio de explotación de US$10 400 000 000, un beneficio neto de US$6 220 000 000, activos totales de US$851 730 000 000, un capital social de US$77 390 000 000 y una plantilla total de 57 633 empleados. Al 30 de junio de 2020 reportaba un total de activos bajo gestión de US$1 901 000 000.
Según un estudio realizado por la propia empresa, pronosticaba que el 45% de las mujeres en edad laboral de entre 25 y 44 años en Estados Unidos, estarían solteras y sin hijos para el año 2030, la más grande proporción en la historia, lo cual representa un incremento respecto del 41% en 2018.

## Servicios
También presta servicios financieros de carácter global, siendo los más destacados los siguientes:
- Asesoría para la inversión bancaria y en seguros.
- Operaciones de ventas institucionales.
- Investigación y análisis de mercados y servicios financieros de terceros, países y áreas económicas.
- Servicios directos de todo tipo en el ámbito financiero para el inversionista individual.[cita requerida]

## Activos
En 2006 mantenía una red de 600 oficinas en 28 países distintos con 57 000 empleados; un capital de US$56 000 000 000 y unos beneficios netos anuales en 2005 de US$1 500 000 000.[cita requerida]
La división española cuenta con unos 400 trabajadores repartidos en 29 sucursales.[cita requerida][¿cuándo?]
La crisis de las hipotecas subprime y en general de la crisis económica de 2008, llevó a la empresa al borde de la quiebra por realizar operaciones de alto riesgo, por lo que el Sistema de la Reserva Federal de Estados Unidos comunicó a la entidad que debía restringir su actividad a la banca comercial, abandonando su condición de banco de inversión.
En el primer trimestre de 2009 tuvo ingresos de US$3 040 000 000, registrando una pérdida neta de US$190 000 000, es decir, 57 ¢ por acción durante el primer trimestre, comparada con el beneficio de US$1 430 000 000 o US$1,26 por acción, del mismo período del año anterior.